# Ernst-Merck-Halle
Die Ernst-Merck-Halle war eine Ausstellungs- und Veranstaltungshalle in Hamburg, die von Dezember 1950 bis Juni 1986 bestand. Mit einer Grundfläche von 6.400 Quadratmetern und einem Fassungsvermögen von ca. 6.000 Zuschauern bot sie Platz für Konzerte von u. a. den Beatles, Bill Haley, James Last, den Rolling Stones oder Status Quo sowie für sportliche Großveranstaltungen wie Boxkämpfe mit Norbert Grupe (alias „Wilhelm von Homburg“), Gerhard Hecht und Willi Hoepner. Die Eröffnungsveranstaltung zur Internationalen Gartenbauausstellung 1953 in der Ernst-Merck-Halle wurde live im deutschen Fernsehen übertragen.

## Geschichte

### Erster Bau, 1869 – 1943

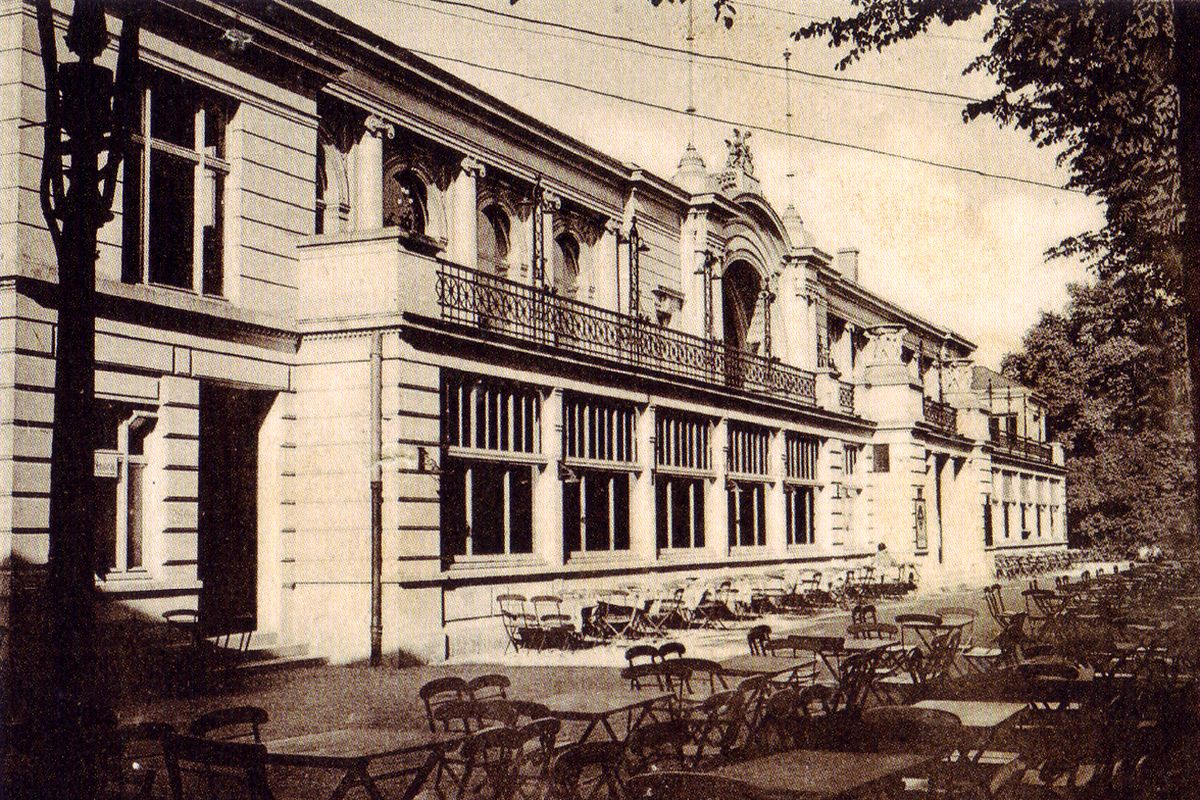
Alte Ernst-Merck-Halle um 1900

Zwischen 1869 und ca. 1943 gab es bereits eine Halle in Hamburg, die den Namen „Ernst Merck“ oder „Merck“ trug. Sie befand sich auf dem Gelände des Zoologischen Garten, der dort bis 1930 existierte. Ernst Freiherr von Merck, der 1860 die Gründung des Zoologischen Gartens initiiert hatte und dessen erster Präsident er wurde, war nur zehn Wochen nach dessen Eröffnung im Juli 1863 unerwartet verstorben. Auf Beschluss der Generalversammlung des Zoologischen Gartens im Jahr 1864 sollte ein großes Wintergebäude errichtet werden, innerhalb dessen eine Halle mit einer Büste Mercks Platz finden sollte. Sie wurde vermutlich um 1869 fertiggestellt. Im Innern wurde eine Büste des Namensgebers aufgestellt. 1921 hatte hier die erste „Nordwestdeutsche Frühjahrsmesse für den gesamten Bedarf von Hotel-, Restaurations-, Café- und Großküchenbetrieben“ stattgefunden, die spätere Internorga. Im Zweiten Weltkrieg wurde diese erste Ernst-Merck-Halle durch Bombardements zerstört.

### Zweiter Bau, 1950 – 1986
In der Wiederaufbauphase nach dem Zweiten Weltkrieg wurde die Ernst-Merck-Halle als Ausstellungshalle an der heutigen St. Petersburger Straße (damals Teil der Jungiusstraße; Adresse: Jungiusstraße 13) errichtet. Die Abholzungen der Bäume für die Baustelle auf dem ehemaligen Friedhofsgelände an der Jungiusstraße begannen im September 1949. Am 4. Dezember 1950 wurde die Halle vom Ersten Bürgermeister Hamburgs Max Brauer eröffnet. Die erste Großveranstaltung in der Ernst-Merck-Halle fand am 25. Dezember 1950 statt: Im Rahmen der Deutschen Mittelgewichtsmeisterschaft im Boxen wurde dort der Kampf zwischen Peter Müller und Kuddel Schmidt vor 6.000 Zuschauern abgehalten.
Im Rahmen der Erweiterung des Messegeländes wurde die Halle ab Ende Juni 1986 abgerissen. Damit gab es in Hamburg bis zur Errichtung der Multifunktionsarena gegenüber dem Volksparkstadion im Jahr 2002, abgesehen von der Sporthalle Hamburg, kaum geeignete Veranstaltungsorte für Großkonzerte.

### Veranstaltungen

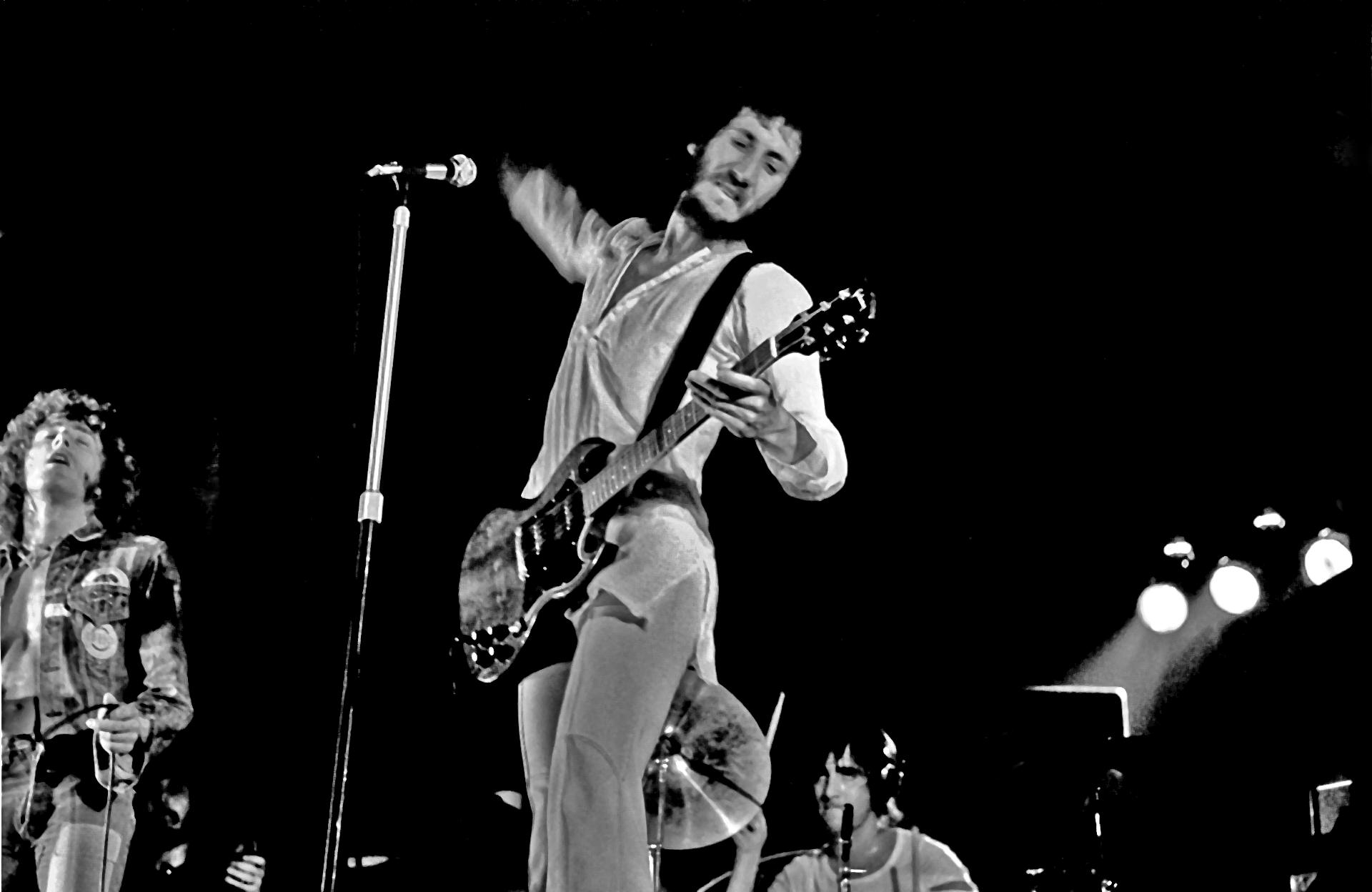
The Who in der Ernst-Merck-Halle am 12. August 1972 (v. l.): Roger Daltrey, Pete Townshend, Keith Moon

In der Halle fanden neben Ausstellungen zahlreiche Großveranstaltungen statt: Wahlen zur Miss Germany, Boxveranstaltungen und Großkonzerte (Auswahl):
- 25. Dezember 1950: Erste (Groß)veranstaltung in der Ernst-Merck-Halle: Deutsche Mittelgewichtsmeisterschaft im Boxen (Peter Müller gegen Kuddel Schmidt)
- 15. Oktober 1952: Louis Armstrong (zwei Konzerte)
- 30. April 1953: Fernsehübertragung der Eröffnungsveranstaltung zur IGA 1953 mit Ansprachen von Bundespräsident Theodor Heuss, Hamburgs Erstem Bürgermeister Max Brauer und dem Philharmonischen Staatsorchester[6]
- 28. Oktober 1958: Ein Konzert von Bill Haley & His Comets vor 6.000 Zuhörern wurde nach 35 Minuten (geplant waren 55 Minuten) wegen Krawallen abgebrochen. Der geschätzte Sachschaden lag bei 20.000 DM.[7][8]
- 5. Oktober 1962: Deutsche Mittelgewichtsmeisterschaft im Boxen (Hans-Werner Wohlers gegen Peter Müller)[9]
- 13. September 1965: The Rolling Stones (zwei Konzerte)
- 26. Juni 1966: Bravo-Blitztournee der Beatles (zwei Konzerte)[10]
- 16. September 1969[11] und 16. September 1973: The Moody Blues
- 28./29. März 1970: Pop & Bluesfestival am Osterwochenende mit Alexis Korner, The Nice, Steamhammer u. a.
- 14. September 1970: The Rolling Stones[12]
- 12. August 1972: The Who
- 12. November 1972: Pink Floyd
- 11. Mai 1976: The Sweet[13]
- 17. Mai 1977: Bob Marley & The Wailers
- 14. April 1978 und 16. Mai 1982: Queen
- 19. April 1980 und 11. Mai 1982: Scorpions
- 4. Oktober 1980: Kiss mit Vorgruppe Iron Maiden
- 27. Januar 1986: AC/DC
- 31. Januar / 1. Februar 1986: Doppelkonzert James Last Orchestra (letztes Konzert in der Ernst-Merck-Halle)
- zwischen Februar 1986 und dem Abriss im Juni 1986 einzelne Messen, zuletzt: Interfab (Int. Fachausstellung für Arzt- und Anstaltsbedarf)